# Nitto Denko
Nitto Denko ist ein japanisches Unternehmen der chemischen Industrie.
Nitto Denko produziert hauptsächlich Klebebänder, Folien und isolierendes Füllmaterial für spezielle Anwendungen. Die ehemalige Nitto Electric Industrial Company nahm 1918 ihren Betrieb in Ōsaki in der Präfektur Tokio auf und stellte zu Beginn elektrisches Isolationsmaterial her. Ab den 1920er Jahren wurden auch Elektroisolierlacke produziert. Da der Hauptsitz des Unternehmens in der Endphase des Zweiten Weltkriegs weitgehend durch Luftangriffe zerstört wurde, wurde der Sitz 1946 in die Präfektur Osaka verlegt. Im selben Jahr lief die Produktion von einfachem schwarzem Klebeband an. In den folgenden Jahren wurde das Vertriebsnetz ausgeweitet und das Produktionsprogramm um weitere Klebe- und Schutzbänder und andere elektrisch isolierende Produkte ergänzt. Seit 1962 ist das Unternehmen börsennotiert. Erst im Jahr 1988 fand eine Umfirmierung von Nitto Electric Industrial Co. in Nitto Denko Corporation statt. Ab 2006 erfolgte ein Umzug des Unternehmenssitzes nach Osaka.
Zu den angebotenen Produkten gehören heute unter anderem Dämmstoffe aus Kautschukschaum, Polarisationsfolien für LCD-Monitore, industrielle Trennmembrane, medizinische Wirkstoffpflaster oder Schutzfolien und Klebebänder für den Fahrzeugbau.
Nitto Denko ist seit 2017 Hauptsponsor der ATP Finals in London bzw. Turin.